# Cueta divisa
Cueta divisa är en insektsart som först beskrevs av Navás 1912.  Cueta divisa ingår i släktet Cueta och familjen myrlejonsländor. Inga underarter finns listade i Catalogue of Life.